# Fort del Cap Enderrocat
El fort del Cap Enderrocat és una antiga fortificació situada al Cap Enderrocat, a la costa del terme municipal de Llucmajor, Mallorca, que disposava de bateries de costa per a la defensa de la badia de Palma.

## Història
El primer estudi de la construcció d'aquesta fortificació data de 1889 amb els objectius de creuar focs amb el castell de Sant Carles, al ponent de la badia de Palma, i cobrir la costa de llevant des del flanc de llevant del fort de la Torre d'en Pau fins al cap de Regana.
El 1897 es redactà el projecte preveient l'expropiació de poc més de 19 hectàrees per un preu de 3143,7 ptes. a la finca de Son Granada. El projecte fou aprovat el 22 de gener de 1898. Precisament aquest any, a causa de la declaració de guerra amb els Estats Units d'Amèrica (Guerra Hispano-estatunidenca), el projecte es reconvertí en el d'una "bateria provisional" sense l'armament previst, sinó quatre canons que es trobaven a Palma. Als terrenys de propietat militar se sumaren, en el costat esquerre, els expropiats per a la construcció d'un observatori lateral del foc de les bateries immediates a la costa. En total foren 120 000 m² expropiats a la dita finca, més altres 600 m² d'habilitació d'un camí d'accés. El 1903 l'armament que muntava la bateria del front del flanc dret del fort, que defensava part de la badia de Palma, era de 4 canons H.E. Munaiz-Argüelles de 15 cm situats en una cota de 28 m. El front esquerre que defensava la costa fins al Cap de Regana, disposava de quatre obusos H.S. Ordóñez de 24 cm situats a 35 m sobre el nivell de la mar. El 1908 es redactà un projecte per a la instal·lació de vuit obusos. El 1921 s'ordenà la redacció d'un projecte per a la instal·lació de projectors elèctrics. El 4 de gener de 1927 s'aprovà el projecte de 1925 per a instal·lar-hi dos projectors, un en el fortí i un altre en la bateria annexa, anomenada d'Alfons XIII; és a dir, un a cada flanc del fort. Les obres s'acabaren el desembre del 1927. El lliurament al Regiment Mixt d'Artilleria es produí el mes de gener de 1930. El 1939 es redactà un pressupost d'obres de reparació i ampliació de serveis. En aquesta data s'havia desartillat la bateria de 4 canons t.R. 15 cm Munaiz-Argüelles, aprofitant-se les seves sales de reposats per a allotjar camions i un cotxe lleuger. El 1954 el fort complia funcions de campament de reclutes. En l'estiu de 1996 hi havia encara una petita guarda militar. Finalment fou comprat per una entitat privada per al seu reacondicionament en un hotel de luxe.

### Rehabilitació
La rehabilitació del Fort de Cap Enderrocat de Llucmajor va ser obra de l'arquitecte Antonio Obrador. El projecte tenia l'objectiu de recuperar una antiga fortificació militar que es trobava en ruïnes, per convertir-la en un hotel respectuós amb l'essència arquitectònica de la construcció i el seu entorn. Aquesta rehabilitació va rebre el Premi de Patrimoni Cultural de la Unió Europea/Premis Europa Nostra 2017, atorgat per la Comissió Europea i l'associació Europa Nostra. El jurat de premi, va avaluar un total de 202 projectes de 39 països europeus, va valorar el projecte de rehabilitació pel fet de ser 'una proposta imaginativa per a reutilitzar un edifici militar' i perquè representa "una manera efectiva i respectuosa amb l'entorn de revitalitzar un espai que plantejava nombrosos reptes per la seva complexitat.

## Descripció
És el major dels forts mallorquins. Està excavat directament en el marès, amb gruixes en les voltes que varien entre 1 m als locals auxiliars i 4 m sobre els recanvis de municions i magatzems de pólvora. Un generós talús de terra incrementa la protecció i facilita el camuflatge, la circulació es realitza exclusivament per camins coberts a les vistes i al foc enemics, i està tan ben dissimulat que pràcticament és impossible distingir-lo des del mar (a principis del segle XX els avions no existien). Té dos fronts actius (artillats), ambdós marítims.
En trobar-se aquesta bateria tan allunyada d'altres llocs fortificats, pràcticament aïllada (el més pròxim és el fort de la Torre d'en Pau, a 7,5 km), es construí una sèrie de defenses contra un hipotètic atac sorpresa per terra: un fossat que envoltava tota la bateria pels costats de terra (tres de quatre que formen el recinte), i que estava flanquejat per quatre caponeres acasamatades disposades per a foc de fuselleria. La profunditat del fossat en el portal d'entrada (en el front de gola) és de 4,20 metres. També es disposaren filats a la contraescarpa i una trinxera carlina i emplaçaments per a canons lleugers a l'escarpa.
Totes les peces disposaven d'emplaçaments individuals a barbada, i a l'interior de les travesses se situaven els recanvis de peça, és a dir, els magatzems per a la munició d'ús immediat. Per evitar la humitat, aquests locals estaven folrats de fusta i molt ben ventilats, i per a major seguretat, s'il·luminaven des dels passadissos mitjançant quinqués a través de timpans envidriats. Unes altres travesses, una mica més grans, servien d'allotjament a prova dels artillers, que així podien guarnir permanentment les seves peces.
A rereguarda dels fronts artillats, se situaven els immensos magatzems necessaris per donar la suficient autonomia operativa al fort i, encara més enrere, la zona de vida i serveis, així com la porta d'entrada, d'aspecte monumental, com era costum a l'època. Just a sota hi ha una poterna que permet un accés discret al fossat. Com la resta del fort, i malgrat trobar-se al davant menys perillós (la gola), la porta també està en desenfilada i s'hi accedeix mitjançant una rampa descendent.